# Conura pygmaea
Conura pygmaea är en stekelart som först beskrevs av Fabricius 1804.  Conura pygmaea ingår i släktet Conura och familjen bredlårsteklar. Inga underarter finns listade i Catalogue of Life.